# Venucia T90
Venucia T90 — среднеразмерный фастбэк-кроссовер, выпускавшийся подразделением Venucia компании Dongfeng с 2016 по 2022 год.

## Описание
Venucia T90 впервые был представлен в 2015 году на Шанхайском автосалоне под названием Venucia Vow, затем в 2016 году автомобиль дебютировал на Пекинском автосалоне.
Серийная версия была представлена в сентябре 2016 года в Чэнду и продавалась на китайском рынке с декабря 2016 года. Цены варьировались от 109800 до 154800 юаней. 

T90 оснащён 2,5-литровым двигателем QR25DE мощностью 144 л. с. и крутящим моментом 198 Н⋅м в паре с шестиступенчатой механической или же с бесступенчатой трансмиссией. Опционально автомобиль оснащался 1,4-литровым двигателем HR14DET. Максимальная скорость автомобиля 180 км/ч, а до 100 км/ч автомобиль разгоняется за 12,4 секунды. Как и большинство моделей Venucia, T90 основан на платформе Nissan Murano.

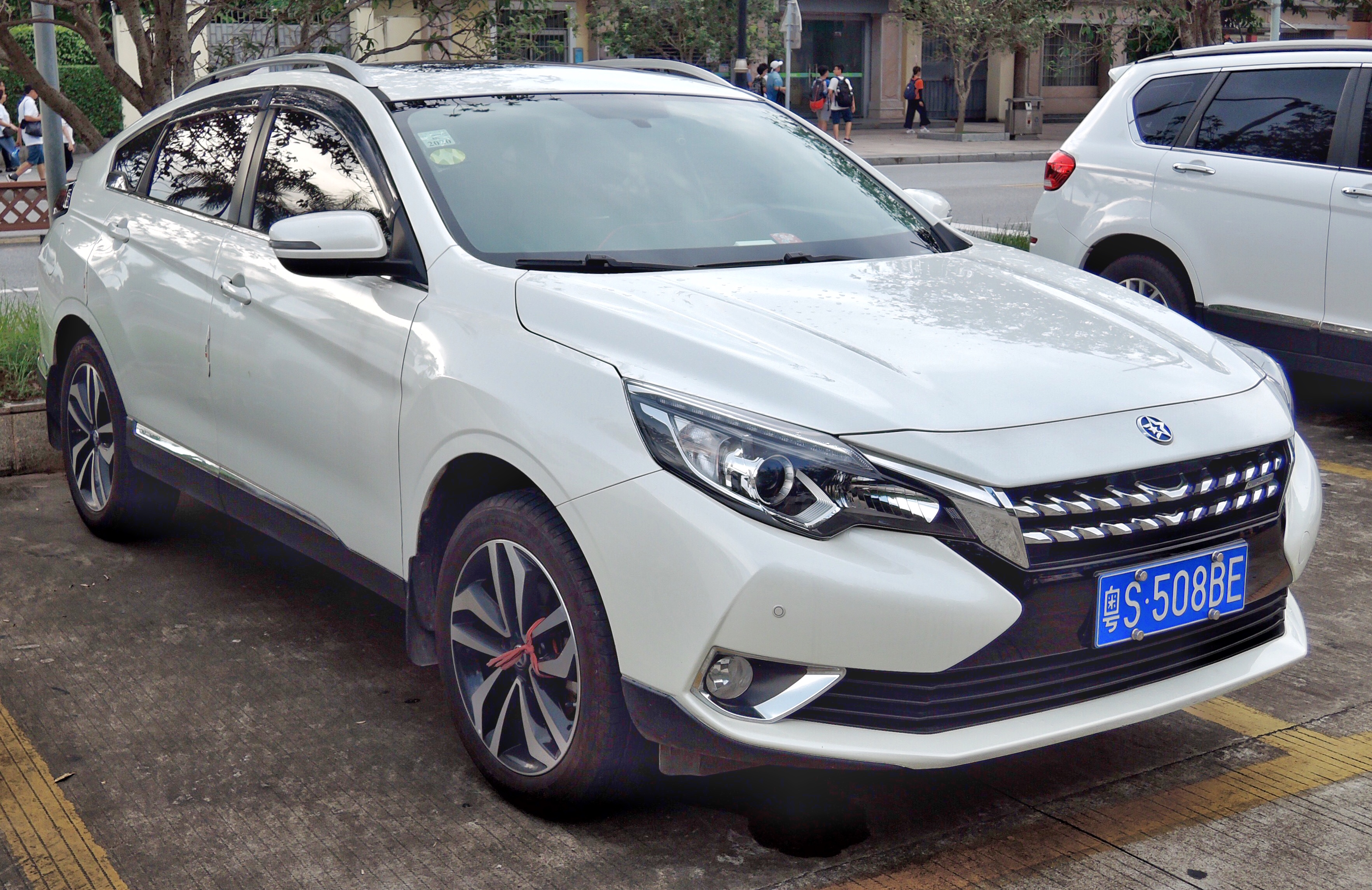
Вид спереди
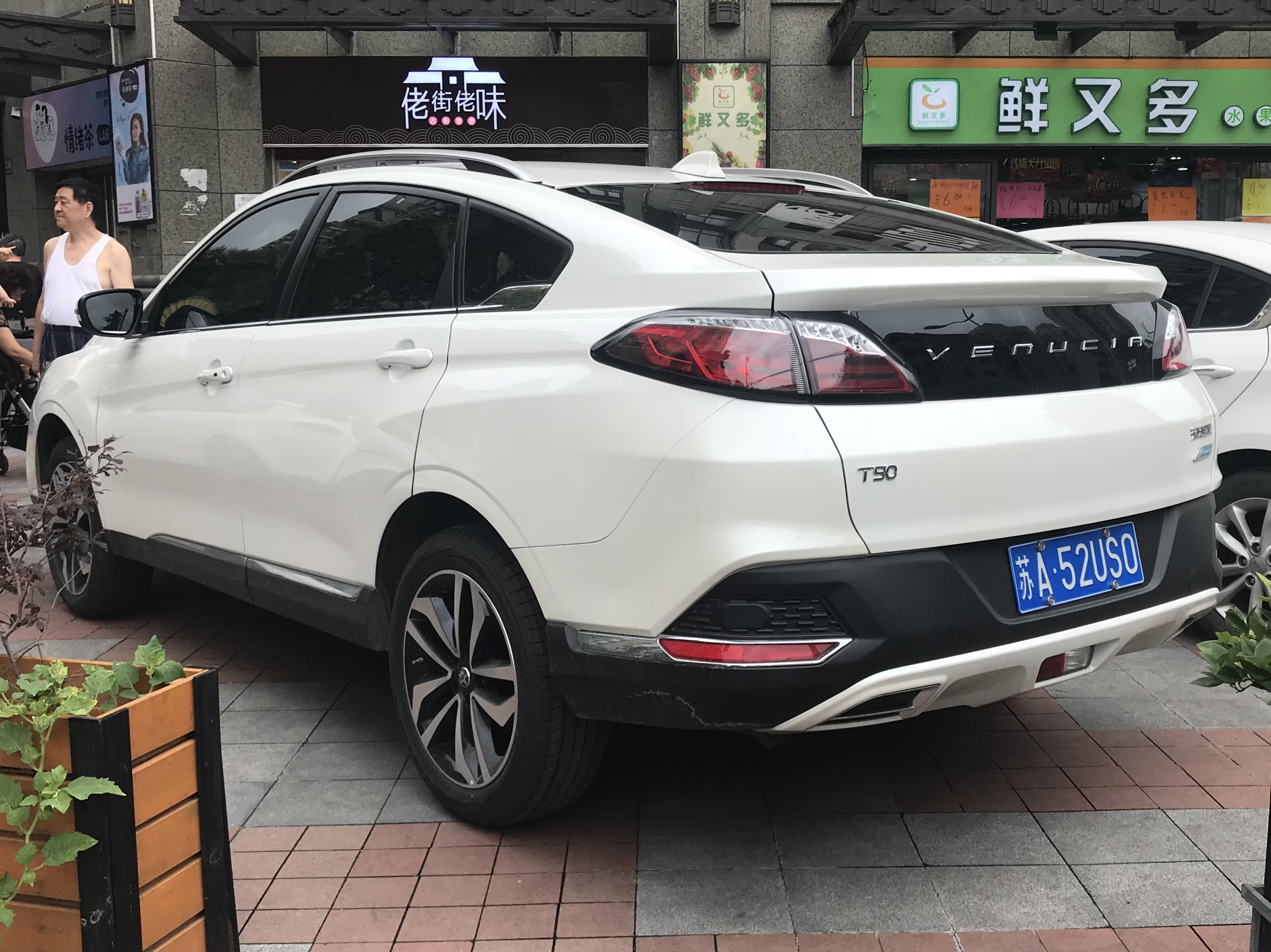
Вид сзади

### Фейслифтинг 2020
Фейслифтинговый вариант T90 был представлен в сентябре 2019 года. Изменения коснулись экстерьера, салона и технических усовершенствований. Дизайн идентичен D60. В салоне установлены цифровая приборная панель, мультимедийная система с расширенной функциональностью и блок климат-контроля на основе датчиков. 1,4-литровый двигатель был убран из моторной гаммы, вместо него устанавливался 2,0-литровый атмосферный двигатель MR20DE мощностью 112 кВт (150 л. с.) и крутящим моментом 205 Н⋅м, который сочетался в паре с вариатором.

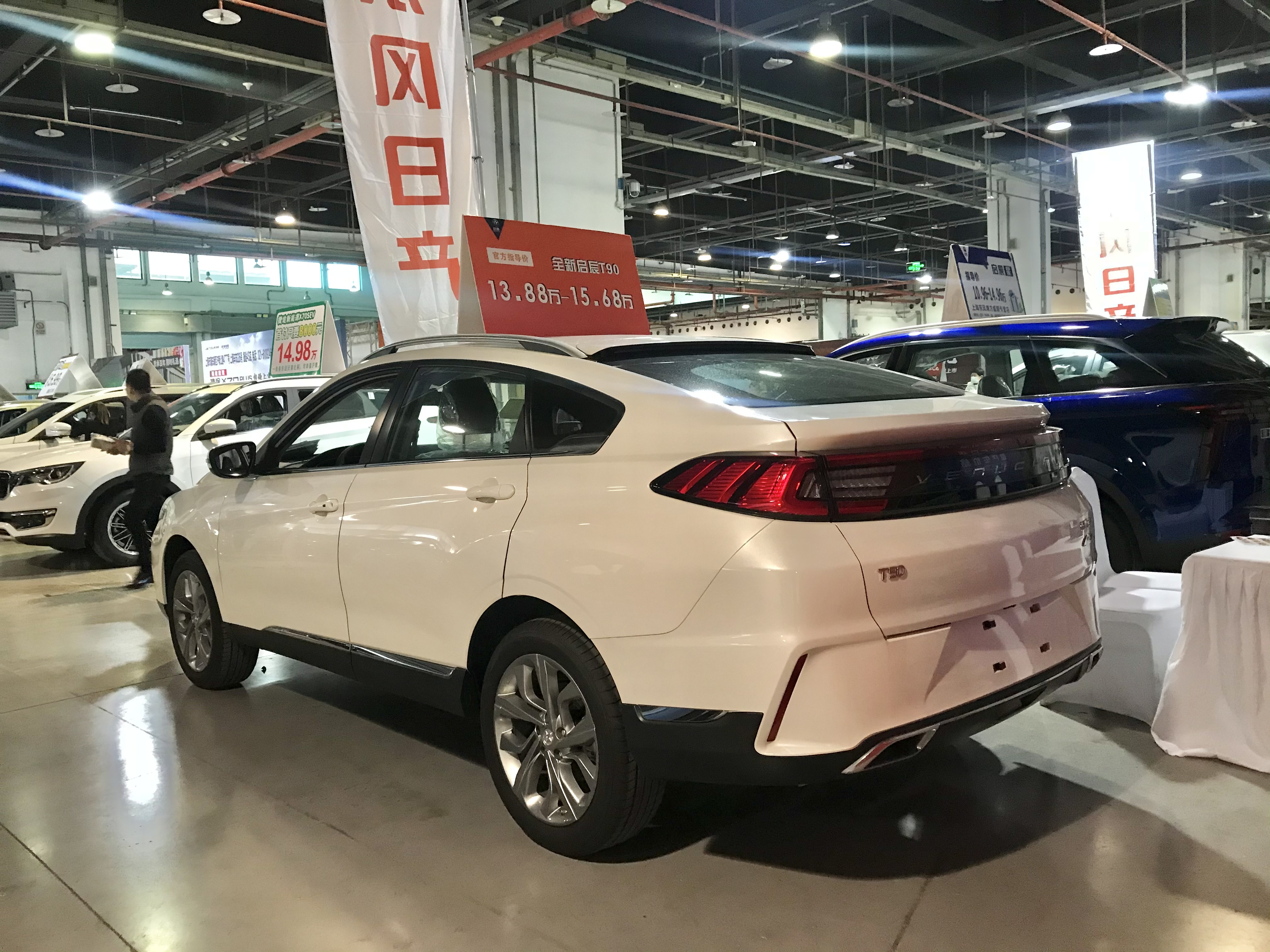
Вид сзади